# Israel Gutman
Israel Gutman (Varsóvia, 20 de maio de 1923 — Jerusalém, 1 de outubro de 2013) foi um historiador polonês naturalizado israelita.
Gutman foi um dos sobrevivente do holocausto.
Foi professor de história na Universidade Hebraica de Jerusalém. Foi o editor-chefe da Enciclopédia do Holocausto e ganhou o Prêmio Yitzhak Sadeh de Estudos militares. Dirigiu o Instituto Internacional de Pesquisa do Holocausto (1993-1996), atuou como historiador-chefe (1996-2000) e foi o orientador acadêmico (a partir de 2000). Também foi assessor de Assuntos judeus, judaísmo e Comemoração do Holocausto, do governo polonês.
Morreu aos 90 anos, em Jerusalém, Israel.